# Newton Falls
Newton Falls ist ein Village, die innerhalb des Newton Townships im Trumbull County, Ohio, Vereinigte Staaten gelegen ist. Die Bevölkerungszahl betrug 4.557 bei der Zählung im Jahr 2020, damit ist die für eine City ausschlaggebende Grenze von 5000 Einwohnern unterschritten. Bekannt ist die Stadt für ihre Postleitzahl (44444). 

## Geographie
Die Stadt hat ihren Namen von den beiden Wasserfällen innerhalb der Stadt, die sich in den zwei Armen des Mahoning Rivers befinden. Das Newton Township, aus dem Newton falls entstand, liegt in der südwestlichen Ecke des Trumbull Countys. 
In Newton Falls befindet sich das Camp Ravenna Joint Military Training Center der National Guard des Bundesstaates Ohio.

## Tornado
Am 31. Mai 1985 zerstörte ein Tornado viele Gebäude in Newton Falls, darunter zwei Kirchen und die beiden Highschools sowie das Postamt. Der Orkan hatte die Stärke F5 auf der Fujita-Skala, das bedeutet eine Geschwindigkeit von 400 bis 500 km/h. Er kam aus dem Westen und brauste über Newton Falls hinweg nach Lordstown und zog dann nach Niles und Hubbard weiter und forderte die meisten Todesopfer in Wheatland, Pennsylvania, wo auch zahlreiche Fabriken zerstört wurden. In Newton Falls kamen an diesem Tag keine Menschen zu Tode, da sie durch das Tornadowarnsystem rechtzeitig gewarnt worden waren, als sich der Tornado um 18 Uhr 38 Minuten der Stadt näherte. Rund 400 Häuser wurden im Gebiet der Warren, Ophelia und Columbia Avenue sowie der Broad und der Canal Road zerstört.

## Persönlichkeiten
- Clara Louise Bell (1886–1978), Malerin und Miniaturmalerin